# Eudoxie Comnène
Pour les articles homonymes, voir Eudoxie.
Eudoxie Comnène (en grec : Ευδοκία Κομνηνή, vers 1165-après 1202) est une princesse byzantine, dame de Montpellier par son mariage. Fille d'Isaac Comnène et d'Irène Diplosynadène, elle est la petite-fille de l'empereur de Byzance Jean II Comnène.

## Biographie

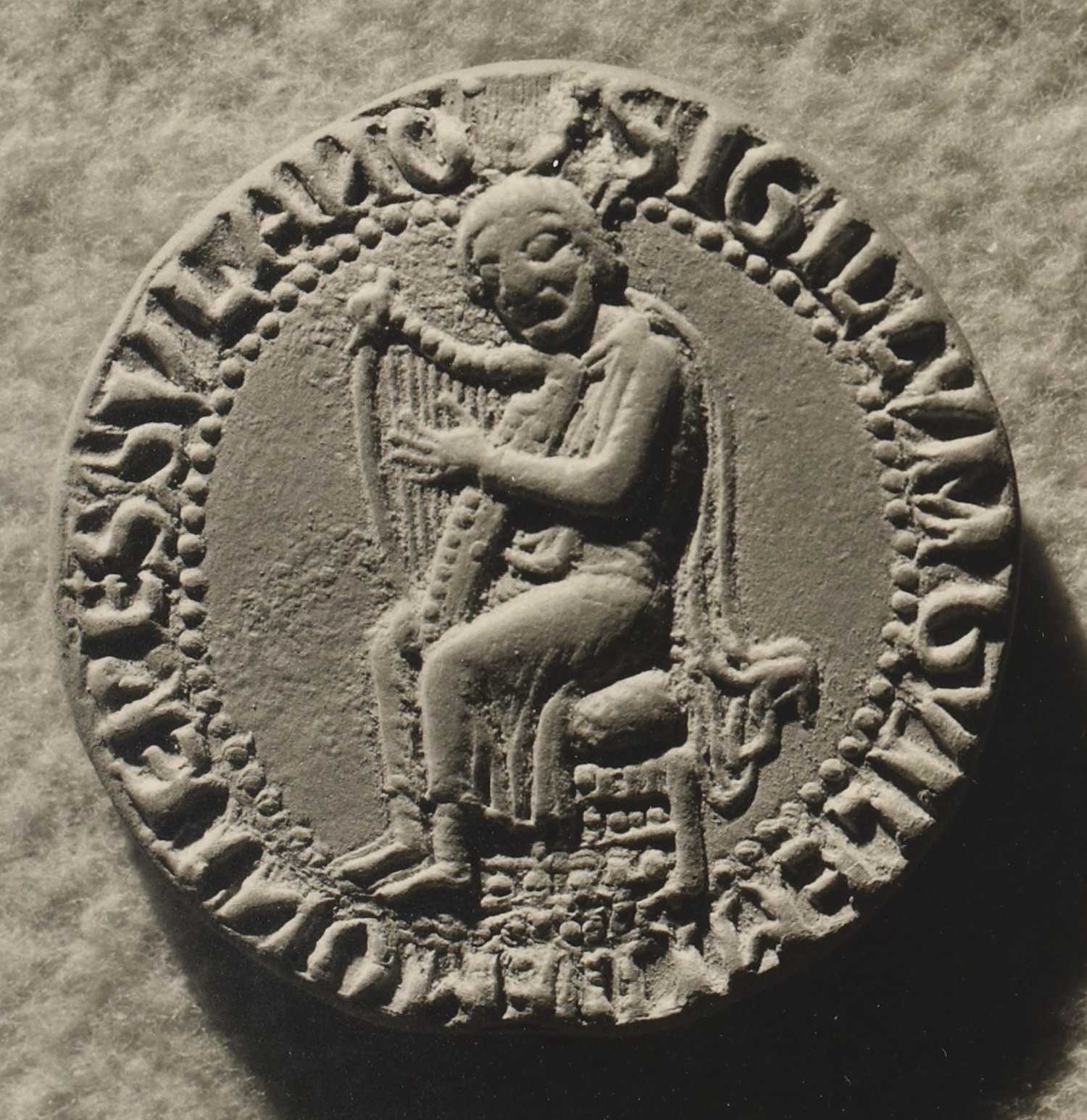
Sceau représentant Guilhem VIII de Montpellier en troubadour, 1190.

Eudoxie est promise initialement au roi Alphonse II d'Aragon. Celui-ci se marie entre-temps avec Sancha de Castille. Guilhem VIII de Montpellier, Seigneur de Montpellier, se propose et elle se marie finalement avec lui en 1174.  
En 1187, Eudoxie Comnène est répudiée par son mari Guilhem VIII pour se marier en secondes noces avec Agnès de Castille, cousine de la reine d'Aragon. Eudoxie se retire alors à l'Abbaye d'Aniane où elle finira ses jours.

## Mariage et descendance
Elle épouse Guilhem VIII, seigneur de Montpellier, fils de Guilhem VII, seigneur de Montpellier et de Mathilde de Bourgogne (ca), dont elle a :
- Marie de Montpellier, dame de Montpellier, mariée en 1204 au roi Pierre II d'Aragon[3].